# Louisegroeve I

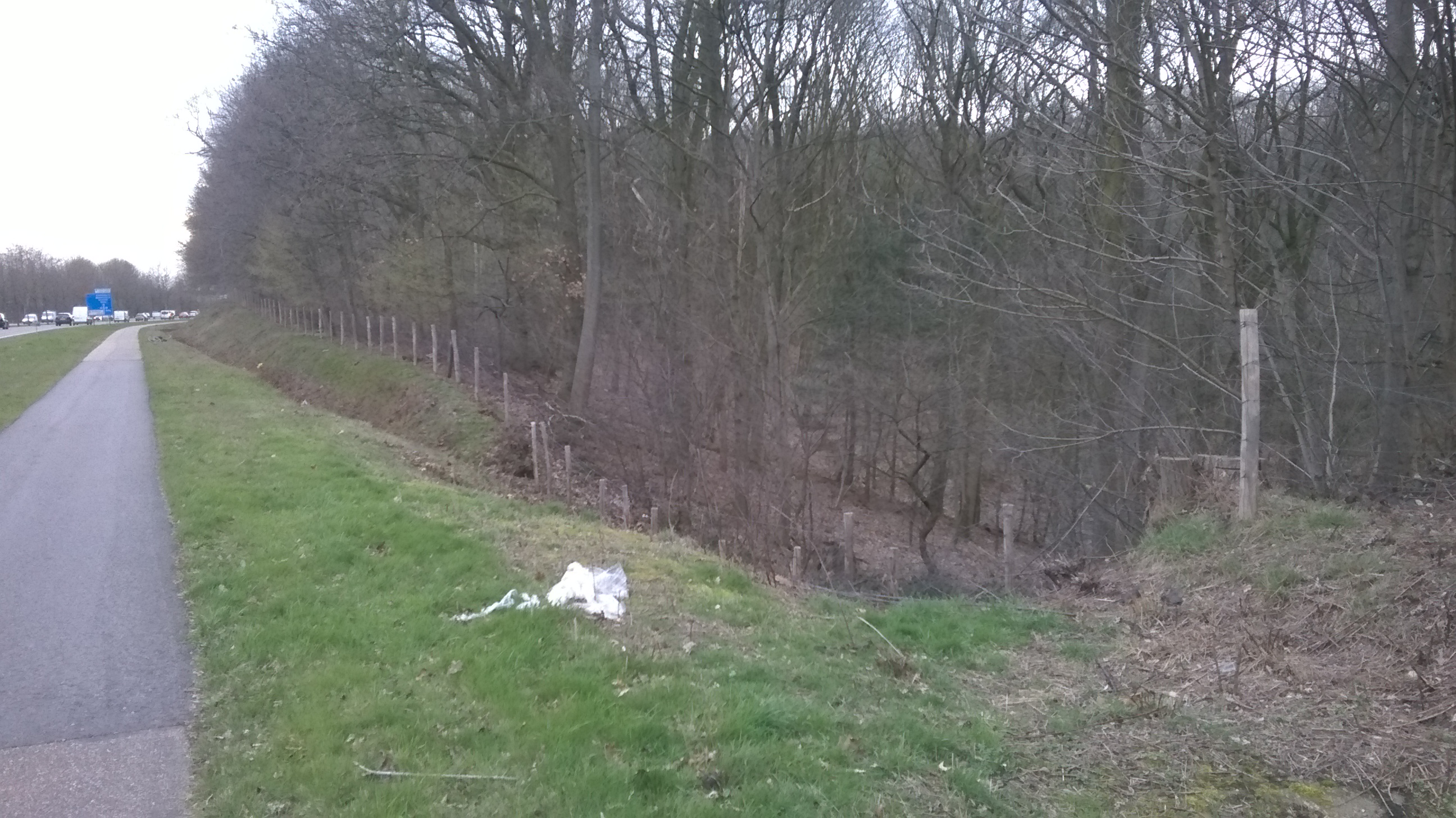
De voormalige bruinkoolgroeve Louise I gezien vanuit het zuidoosten.

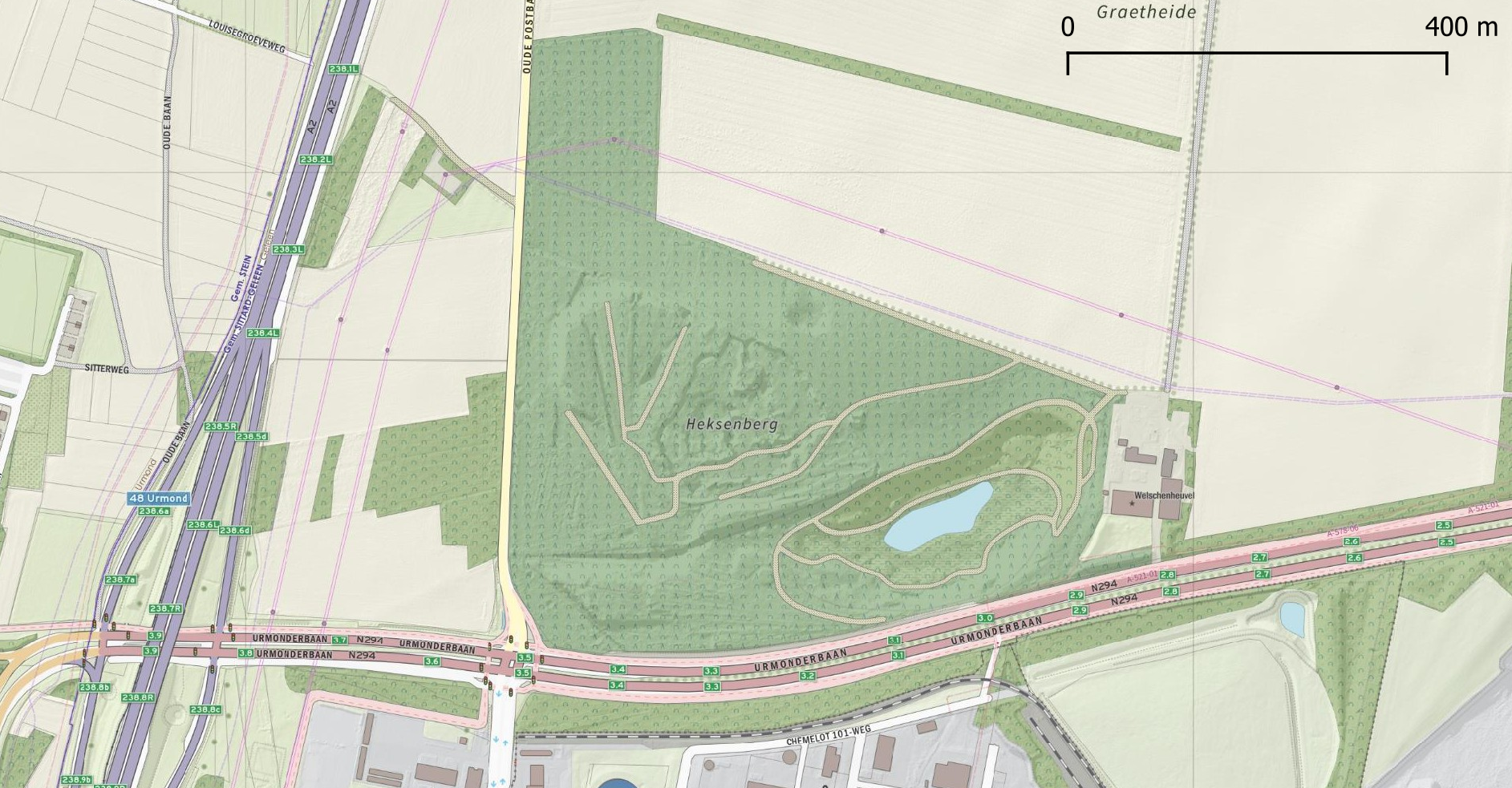
De voormalige groeve en Heksenberg op OpenTopokaart

Lousiegroeve I is een voormalige bruinkoolgroeve op de Graetheide waar tussen november 1917 en april 1920 bruinkool werd gewonnen. 

## Voorgeschiedenis
De Graetheide was een gebied dat eeuwenlang als gemene gronden werd gebruikt door de inwoners van de omliggende plaatsen. Een deel van het gebied heette de Welschenheuvel, omdat troepen van Lodewijk XIV van Frankrijk hier hun kamp hadden in 1677. Tijdens de napoleontische tijd kwam het gebied onder een heerser, waar het daarvoor op de grens lag van het Hertogdom Gulik, Oostenrijks-Gelre, Staats-Opper-Gelre, vrije rijksheerlijkheid Limbricht en vrije rijksheerlijkheid Stein. In 1815 kwam het bij Nederland en in 1819 werd het in eigendom uitgegeven. Er werden diverse gebouwen en boerderijen gebouwd, zoals kasteel Welschenheuvel. De grootgrondbezitter Alfred Michels stierf kinderloos in 1902 en zijn negentienjarige neef Armand de Lexhy uit Luik erfde dit bezit, inclusief de ongeveer 200 hectare grond. Op zijn land liet hij in 1908, 1911 en 1912 naar bruinkool boren. Op een diepte van ongeveer zes meter onder het maaiveld werd een bruinkoollaag van zo’n acht meter dik gevonden. Dit was ten westen van zijn kasteel in het gebied genaamd Heksenberg, ten noorden van de Urmonderbaan en ten oosten van de Oude Postbaan. Tijdens de Eerste Wereldoorlog liepen de prijzen van brandstof op en daarom kwam de winning van bruinkool in beeld. In 1917 worden groeves in Treebeek, Brunssum en Heerlerheide aangelegd. De Lexhy vraagt samen met Jhr. Mr. J. Michiels van Kessenich een vergunning aan voor de ontginning bij zijn kasteel. De vergunning voor de winning van bruinkool ten zuiden van de Urmonderbaan wordt door de eigenaar Mörzer Bruyns verkocht aan De Lexhy. De bedrijf N.V. Louisegroeve wint al zilverzand in Heerlerheide en wordt ingeschakeld om beide ontginningen te doen. Hierdoor kan Louisegroeve II ten zuiden van de Urmonderbaan tegelijkertijd door hetzelfde bedrijf worden ontgonnen. De Bruinkoolontginning Graetheide, zoals de officiële naam luidt, kan beginnen.

## De ontginning
In november 1917 startten 200 man de bovenlaag af te graven tot aan de bruinkool. Deze laag werd met kipkarren en locomotieven per 700 mm-veldspoor afgevoerd naar twee storthopen, westelijk naast de groeve gelegen. In deze deklaag zat zwarte kleilaag van een meter dikte, die met veel moeite in pakketjes van 30x30x20 cm is losgemaakt en afgevoerd. Vanaf april 1918 werd de bruinkool met de hand afgegraven in drie etages. De groeve komt niet onder water te staan en de kipkarren worden met een elektrische lier van 50 paardenkracht uit de groeve getrokken. De afvoer ging per veldspoor naar Berg aan de Maas in het westen over de Berger Koestraat, later omgedoopt tot Louisegroeveweg, en de Havenstraat. Uiteindelijk waren er tien locomotieven actief. Vanaf juni 1918 wordt de bruinkool aan de Berger Schoor op schepen gestort. Daarnaast ging de bruinkool met door paarden voortgetrokken karren naar Station Geleen-Lutterade. In de zomer 1918 waren er 400 man aan het werk, wat later dat jaar toenam tot bijna 700, waarvan meest grondwerkers waren. In 1920 verbeterde de aanvoer van steenkool. In april 1920 stopte daarom het werk in de groeve, maar in Louisegroeve II ging het werk nog door tot maart 1921. Met kerst 1920 werden echter de eerste 500 medewerkers ontslagen. Groeve I wordt gedeeltelijk gevuld met de deklaag van groeve II. Hoewel verplicht om de helling regelmatig te maken, wordt de groeve niet verder afgewerkt. De bruinkool werd afgeleverd via de Rijkskolendistributie voor aanvankelijk twaalf gulden per ton, maar deze prijs werd verlaagd tot acht gulden per ton, omdat de gemiddelde kwaliteit van het Limburgse bruinkool uit alle bruinkoolgroeves slechter was dan eerder gedacht. Samen met groeve II wordt er in totaal 677 406 ton bruinkool gewonnen. Hiervan is ongeveer 500 000 ton aan de Rijkskolendistributie geleverd voor een bedrag van in totaal ongeveer 4,5 miljoen gulden. Het bedrijf N.V. Louisegroeve bleef echter achter met een schuld. 

## Arbeidsomstandigheden
De honderden arbeiders waren voornamelijk polderjongens uit het noorden van Nederland. Om hun te huisvesten werden er langs de Oude Postbaan vijf houten keten neergezet. Daarnaast werd er een directeursvilla aan de Urmonderbaan gebouwd, twee beambtenwoningen en vijf arbeiderswoningen. Er werd in twee diensten van elk tien uur gewerkt en ’s nachts was het terrein elektrisch verlicht. Veel regels werden overtreden, zoals beschreven in een rapport van het Staatstoezicht op de Mijnen: De groevewand was te gevaarlijk vanwege zijn steilheid, het drinkwater was ongezuiverd Maaswater, de keten hadden stapelbedden en dit was verboden, de arbeiders werkten twee zondagen achtereen en de tientallen jongens tot zestien jaar werken ook diensten van tien uur in plaats van de wettelijke acht uur. Op 1 oktober staakten de arbeiders voor een loonsverhoging van tien procent en doorbetaling bij slecht weer, wanneer er niet gewerkt kon worden. De Limburgse arbeiders verdienden minder, omdat ze soms niet kwamen opdagen vanwege werk als keuterboer en eisten hetzelfde loon als de polderjongens: 40 cent per uur. Zes dagen later honoreerde de bedrijfsleiding de loonsverhoging van tien procent en bood 70% van het loon bij slecht weer. De Limburgers zouden tien gulden toeslag krijgen na een maand zonder dagen verzuim. De meesten wezen dit bod af. Twee dagen later veranderde de bedrijfsleiding het aanbod aan de Limburgers naar 2,5 gulden per week bij geen verzuim. Hierna ging de meerderheid weer aan het werk, 40 arbeiders vertrokken echter vrijwillig en twintig arbeiders werden ontslagen. Vanwege de staking onderzocht het Tweede Kamerlid Andries Staalman de bruinkoolgroeves in Zuid-Limburg. De bruinkoolontginningen op de Graetheide scoorden het slechtst vanwege ondeskundige en snel wisselende leidinggevenden en slecht materiaal. Ook verkochten de keetbazen alcoholische drank, waardoor arbeiders weinig geld overhielden. De minister sloeg echter steeds adviezen in de wind over inperking van de ontginning van Inspecteur-Generaal Ir. C. Blankevoort van het Staatstoezicht op de Mijnen. Eind 1919 vallen er twee doden op de ontginning en in 1920 zijn er drie doden te betreuren. Een daarvan is op 21 oktober, waarbij een arbeider die uitgleed tijdens de stoelgang en in de beerkuil verdronk.

## Tegenwoordig

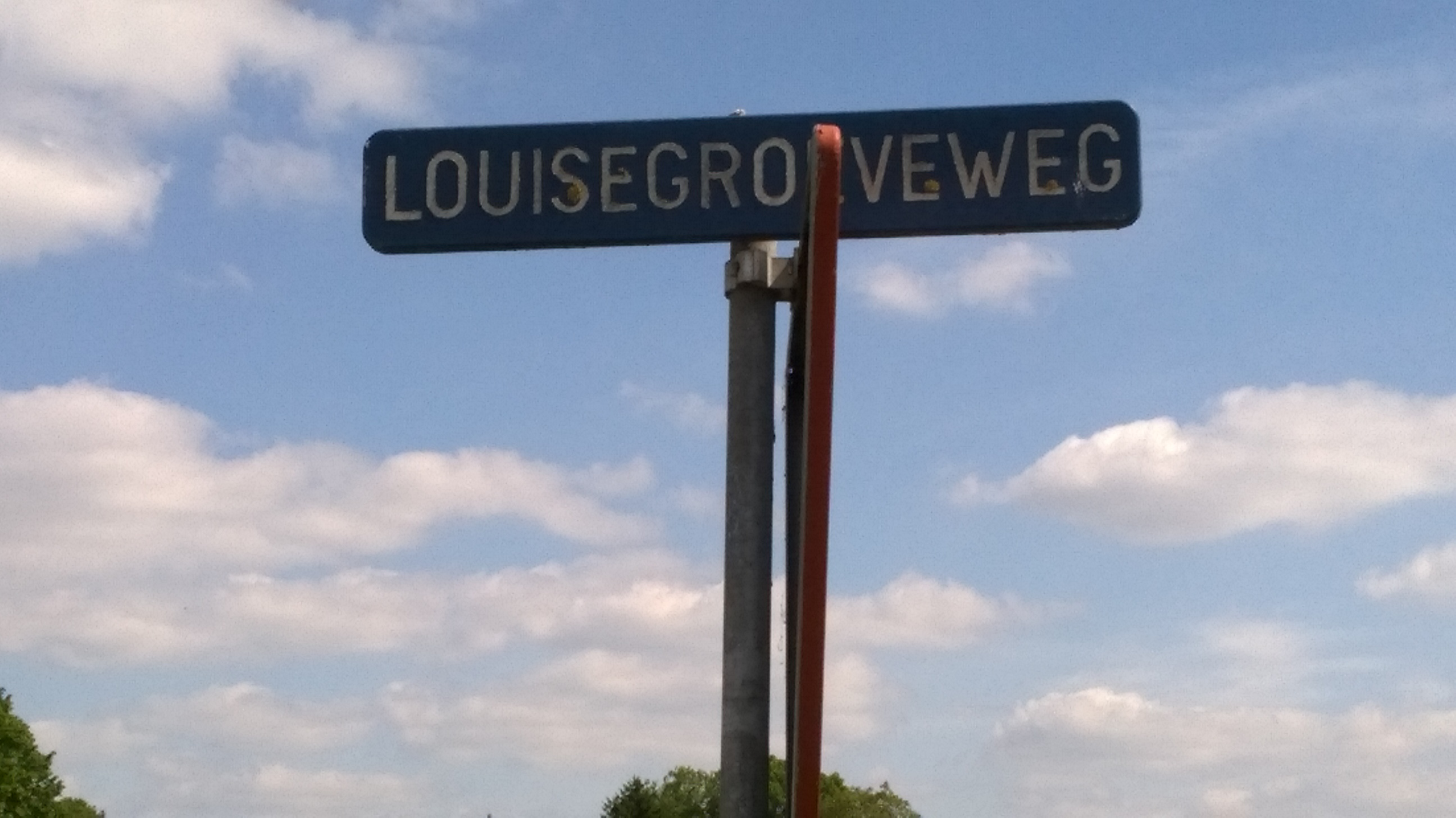
Straatnaambord Louisegroeveweg te Urmond

Om de uitgekoolde groeve staat een hek en in de groeve groeien bomen. Het gebied heet de Heksenberg. De groeve is een grote kuil met op het laagste punt een kleine plas. De storthopen zijn nog intact. De keten en woningen zijn verdwenen. De met Limburgse mergel gebouwde villa van directeur F. Smith ten westen van de Oude Postbaan is in 1975 afgebroken vanwege herstructurering van het kruispunt met de Urmonderbaan. Er is nog ongeveer 260 000 ton bruinkool aanwezig in het gebied. In 1942 is er nog bekeken of dit nog gewonnen kon worden, maar hier is vanwege juridische redenen en transportproblemen van afgezien.